# Тіщенко Олександр Васильович
Тіщенко Олександр Васильович (нар. 21 лютого 1950; с. Клюсівка) — український політик, член КПУ, народний депутат України 3-го скликання.

## Життєпис
Народився Тіщенко Олександр Васильович 21 лютого 1950 року в селі Клюсівка (Новосанжарський район, Полтавської області); українець; одружений; має 3 синів.
У 1973 році здобув освіту в Харківському політехнічному інституті, по спеціальності — інженер-механік («Технологія авіаційної техніки»).
- З 1967 р. — учень токаря, токар.
- З 1970 р. — інженер-технолог, старший інженер-технолог, провідний інженер, начальник технологічного бюро, заступник начальника цеху Харківського машинобудівного заводу імені Дзержинського (ФЕД).
- 1973—1974 рр. — служба в армії.

## Політична діяльність
В квітні 2002 р. був кандидатом в народні депутати України, виборчий округ № 175, Харківська область, висунутий КПУ. За 15,86 %, 2 з 12 претендентів. На час виборів: народний депутат України, член КПУ.
Народний депутат України 3 скликання березень 1998 — квітень 2002 рр., виборчий округ № 174, Харківська область. На час виборів: заступник начальника цеху Харківського державного машинобудівного заводу імені Дзержинського (ФЕД), член КПУ, член Комітету з питань національної безпеки і оборони (з липня 1998 р.); член фракції КПУ (з травня 1998 р.).
Голова міськради трудових колективів, член координаційної ради об'єднання «Трудова Харківщина».